# Diastata chandleri
Diastata chandleri är en tvåvingeart som beskrevs av Vasily S. Sidorenko 1991. Diastata chandleri ingår i släktet Diastata och familjen sumpskogsflugor. Inga underarter finns listade i Catalogue of Life.